# Maria Aragó
Maria Aragó, de naixement Maria Roig (3 de novembre de 1755 - 5 de setembre de 1845) fou una dona nord-catalana, cònjuge de Francesc Bonaventura Aragó i mare de Francesc, Joan, Jaume, Víctor, Josep i Esteve Aragó. Va criar els seus vuit fills tota sola després de la mort del seu marit el 1814, els va educar en els seus valors humans i els va animar en els seus estudis. El "clan Aragó" format al voltant del seu fill gran, Francesc, a l'Observatori de París, hi incloïa Claude-Louis Mathieu (que es va casar amb la seva germana Margarida), Alexander von Humboldt i Félix Savary.

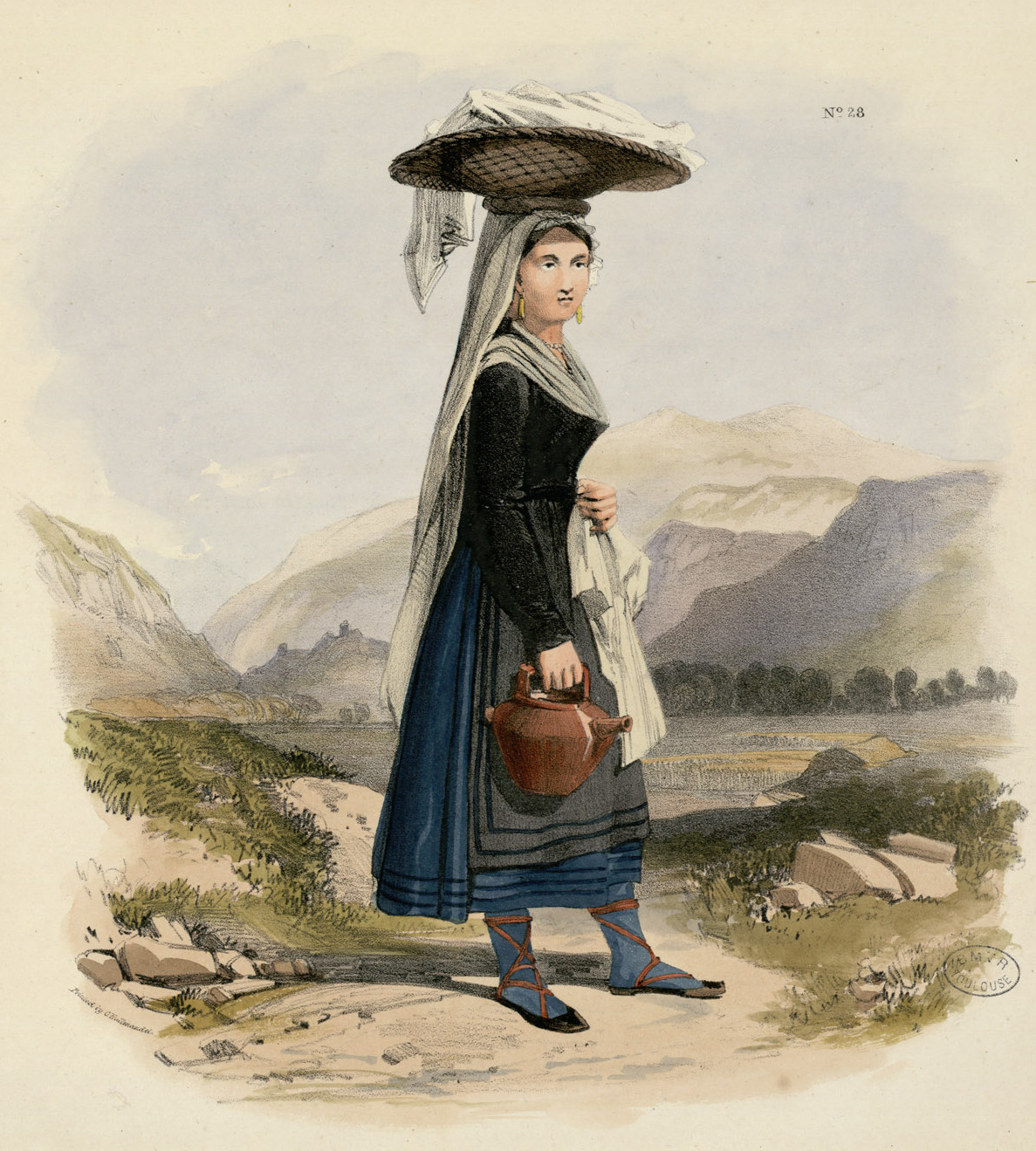
Dona camperola del Rosselló, c. 1830 (litografia de James Duffield Harding)

Maria-Anna-Àgata Roiɡ va néixer el 3 de novembre de 1755 a Cornellà de la Ribera, un poble del Rosselló d'uns 700 habitants aleshores. El seu pare, Francesc Roig, era un pagès benestant del poble i oficial de l'exèrcit francès. La seva mare, Victòria Brial, era filla d'un pagès de Cameles. El seu avi patern, Camo Roig, era un doctor; i el seu oncle patern pastor de Pontellà. Malgrat que en aquell temps gairebé totes les dones de la regió eren analfabetes (90% de les dones de la seva generació eren incapaces de signar els seus certificats de matrimoni), va aprendre a llegir i escriure sola, d'amagat, amb llibres escrits en llatí.
El 12 d'agost de 1778 es va casar amb Francesc Bonaventura Aragó, amb un dot de 2,200 lliures, a Cornellà de la Ribera. Tots dos eren de la mateixa classe social (pagesia benestant). La parella es va traslladar a Estagell, 12 km al nord de Cornellà. Van tenir onze fills, tots ells educats en catalàː Maria-Rosa (1779, morta el 1780), Maria-Teresa (1780, morta el mateix any), Rosa (1782, morta el 1832), Maria-Victòria (1783, morta el mateix any), Francesc (1786), Joan (1788), Jaume (1790), Víctor (1792), Josep (1796) i Margarida (1798). El 1781 el seu marit va començar una carrera política fins a esdevenir primer cònsol (batlle) del poble el 1786, primer batlle del nou municipi de la República el 1790, seguit de més altes responsabilitats departamentals. Durant la Guerra dels Pirineus el 1793, Francesc Bonaventura fou cap de la Guàrdia Nacional (voluntaris) d'Estagell per defensar la Revolució contra l'enemic espanyol. La família va allotjar a molts soldats francesos i agents, i per aquest fet el fill gran, Francesc (7 anys aleshores), atribuiria el seu interès pels assumptes militars. La família va anar a viure a Perpinyà durant 18 anys (1797-1816), tot retornant a Estagell (1816-1845). Després de la mort de la seva filla Rosa, Maria esdevenia, als 77 anys, tutora dels seus quatre nets.

## Família i entorn
Segons Muriel Toulotte, biògrafa d'Esteve Aragó, "tota la seva vida, Maria Aragó va tenir una influència enorme sobre els seus fills i el seu entorn". Els seus fills tot comportant-se amb justícia i honradesa, seguint l'exemple del seu pare, van adquirir el dinamisme, bondat i alegria de la mare. D'una altra banda, els fills eren molt menys religiosos que la mare. Jaume no va ser mai creient i Esteve fins i tot va demanar ser enterrat sense cerimònia religiosa.
Va tenir sis fills, tot ells coneguts:
- Francesc (1786–1853), astrònom, metge i polític francès;
- Joan (1788–1836), caixer de la menta de Perpinyà, i després il·lustre soldat a Mèxic;
- Jaume (1790–1854), novel·lista, dramaturg i explorador;
- Víctor (1792–1867), politècnic i soldat;
- Josep (1796–1860), soldat a l'exèrcit mexicà;
- Esteve (1802–1892), dramaturg i polític, batlle de París el 1870.

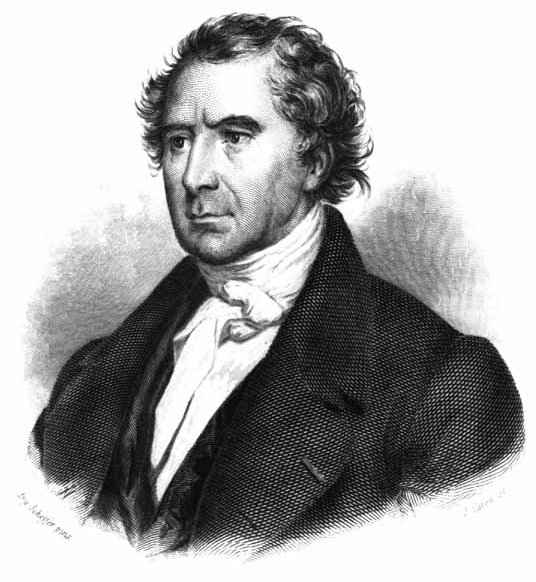
Francesc Aragó.
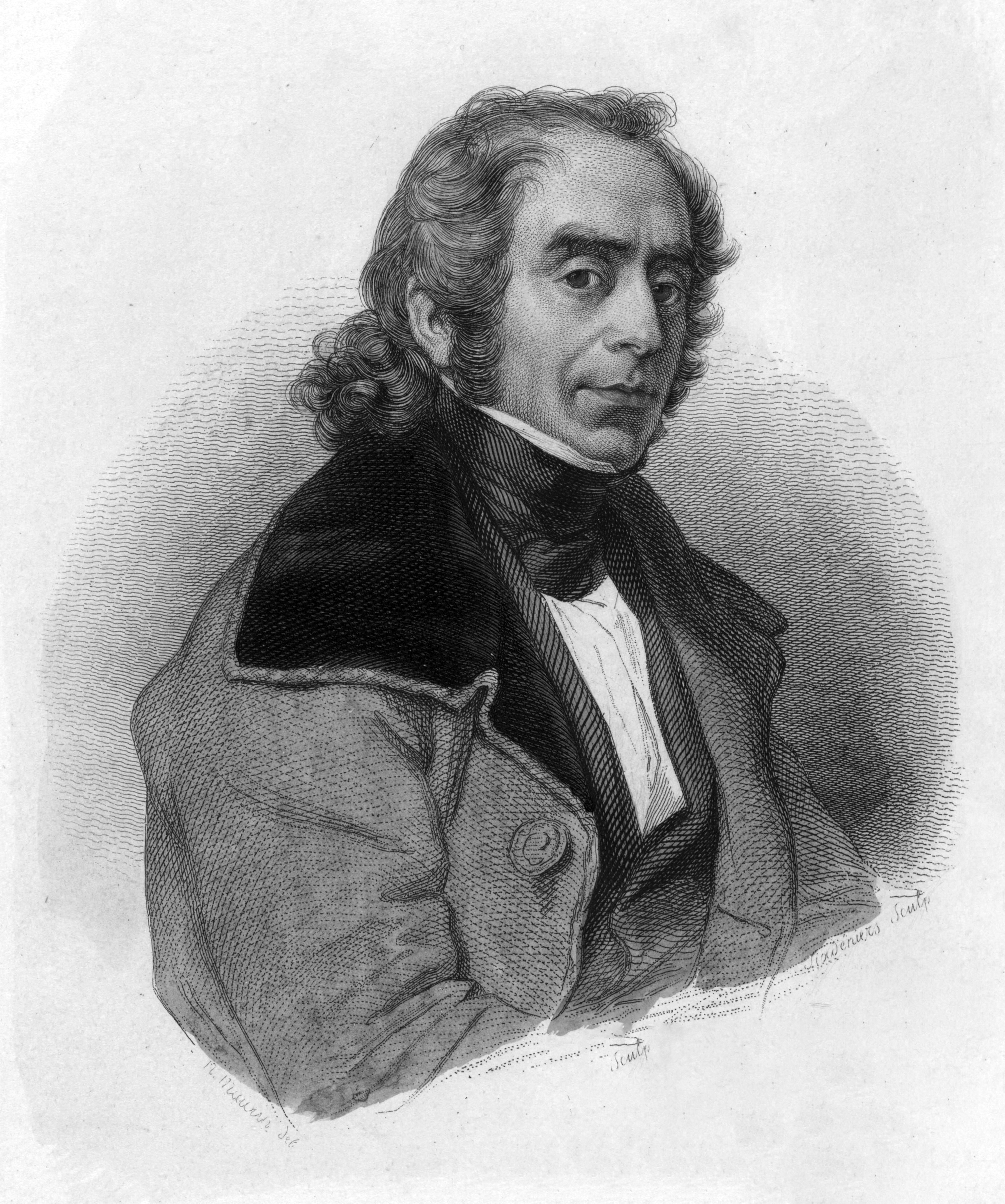
Jaume Aragó.
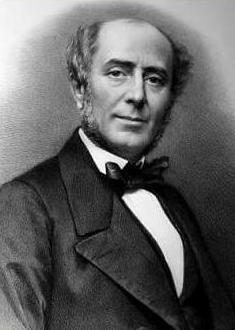
Esteve Aragó.

També va tenir cinc filles, de les quals només dues van sobreviure a la infància: Rosa (1782–1832) i Margarida (1798–1859), qui es va casar amb Claude Louis Mathieu el 1824.